# Alex (restaurantketen)
Alex Gaststätten Gesellschaft mbH & Co. KG, met is een horecaonderneming met hoofdkantoor in Wiesbaden. In 2020 exploiteerde de onderneming 43 restaurants in 35 Duitse steden, waaronder 40 onder de naam Alex (eigen schrijfwijze: ALEX) en drie brasserieën. De restaurants zijn all-day horecaconcepten. De onderneming is eigendom van het beursgenoteerde Mitchells & Butlers groep.

## Geschiedenis
In 1989 werd het eerste restaurant van het bedrijf geopend in Oldenburg. In de tien volgende jaren kwamen er in heel Duitsland 18 vestigingen bij. In 1999 werd de Alex-keten overgenomen door het Britse Mitchells & Butlers. Sindsdien is de Alex-keten uitgebreid met nieuwe openingen in grote Duitse steden. Vanaf 2003 werden de oudere filialen vernieuwd. 
In 2017 haalde de horecaketen een omzet van 110,8 miljoen euro en stelde meer dan 2000 mensen te werk. Mitchells & Butlers bezet sinds 2004 een plaats in de top drie van Duitse vrijetijdshorecabedrijven qua omzet.

## Concept
Alex combineert café, pub, bar, bistro en restaurant en biedt de hele dag door drankjes en eten. De bedrijven zijn bij voorkeur gevestigd in binnenstedelijke locaties, voetgangerszones of winkelcentra en beschikken over grote terrassen. Het interieur van de zaken is onderverdeeld in vier gebieden: openhaardhoek, café-lounge, bar en bistro. Met meer dan 2 miljoen verkochte ochtendmaaltijden (2017) kon Alex zijn positie als nummer één op de Duitse ontbijtmarkt consolideren. Midden oktober 2018 opende de 40e vestiging van Alex in de Berlijnse wijk Friedrichshain.
Naast het Alex-concept exploiteert de onderneming het brasserieconcept in Bielefeld, Münster en Saarbrücken. Het ontwerp daarvan is gebaseerd op traditionele koffiehuizen in Franse stijl. Culinair gezien zijn de brasseries geïnspireerd op de Franse keuken.
In het voorjaar van 2019 wordt het Horecaportfolio van Mitchells & Butlers uitgebreid met een ander merk in Frankfurt met het Miller & Carter steakhouse-concept.

## Opleiding
Mitchells & Butlers heeft een eigen opleidingsacademie nabij Limburg an der Lahn voor het opleiden en bijscholen van haar medewerkers.